# جون لوثر آدامز
جون لوثر آدامز (بالإنجليزية: John Luther Adams)‏ هو ملحن أمريكي، ولد في 23 يناير 1953 في ميريديان في الولايات المتحدة.
ترعرع آدم في جنوب وضواحي مدينة نيويورك، و درس التأليف بمعهد كاليفورنيا للفنون، حيث تخرج سنة 1973.

## وصلات خارجية
- الموقع الرسمي
- جون لوثر آدامز على موقع IMDb (الإنجليزية)
- جون لوثر آدامز على موقع ميوزك برينز (الإنجليزية)
- جون لوثر آدامز على موقع أول موفي (الإنجليزية)
- جون لوثر آدامز على موقع أول ميوزيك (الإنجليزية)
- جون لوثر آدامز على موقع ديسكوغز (الإنجليزية)